# Françoise Demulder
Françoise Demulder (París, 9 de juny de 1947 – Levallois-Perret, 3 de setembre de 2008)fou una fotoperiodista de guerra francesa que el 1976 es va convertir en la primera dona a guanyar el premi World Press Photo of the Year. La imatge guanyadora va ser una foto en blanc i negre d'una dona palestina que aixeca les mans pregant ajuda al cel davant d'un milicià emmascarat, a Beirut, mentre darrere seu crema el barri palestí de la ciutat, durant la massacre de Karantina.

## Biografia
Nascuda el 9 de juny de 1947 a París, va rebre el sobrenom de "Fifi". Era filla d'un enginyer electrònic. De físic atractiu i amb cabells bruns, primer va treballar com a model de moda abans de convertir-se en fotògrafa al Vietnam.
Aquesta aventura la va portar a la professió de fotògrafa de guerra. Després d'acabar la guerra del Vietnam, va passar tres anys treballant en diverses àrees mundials de crisi, incloent Angola, Líban, Cambodja, El Salvador, Etiòpia, Pakistan i Cuba. Va viure molt a l'Orient Mitjà, on va fer diversos reportatges sobre Iàssir Arafat, amb qui va tenir relacions amistoses. També va participar en la cobertura de la guerra Iran-Iraq. Durant la guerra del Golf Pèrsic del 1991, va ser un dels pocs periodistes que van romandre a Bagdad sota els bombardejos. Françoise Demulder va treballar per a les agències de notícies Gamma i Sipa Press i per a les famoses revistes estatunidenques Time, Life i Newsweek. La major part del seu treball està dedicat a la violència al món, però també va participar en una sessió fotogràfica dedicada als pingüins a l'Antàrtida.
Dues de les seves fotografies són especialment conegudes: En la primera immortalitza un moment simbòlic, quan un tanc de Vietnam del Nord destrossa les portes d'entrada del palau presidencial a Saigon, durant la presa de la ciutat el 30 d'abril de 1975. La segona, gràcies a la qual es va convertir en la primera guanyadora del World Press Photo, el premi més prestigiós del fotoperiodisme, és una fotografia en blanc i negre presa a Beirut el 18 de gener de 1976, que representa una dona palestina implorant ajuda a un soldat, davant d'una casa en flames durant la massacre de Karatina.
El 29 d'octubre de 2003, una venda benèfica reunia 300 impressions de fotògrafs internacionals. La venda va ser organitzada per la Galeria VU' de París, i va reportar una suma de 171.000 € destinada a ajudar la fotoperiodista francesa, que estava molt malalta i sense seguretat social. En la subhasta, la foto de Demulder que havia guanyat el concurs World Press Photo es va vendre per 11.000 € a Yann Arthus-Bertrand.
Va quedar severament discapacitada per una paraplegia a causa de les seqüeles d'un càncer el 2003. Va morir a causa d'un atac de cor el 3 de setembre de 2008 a Levallois-Perret.

## Col·leccions públiques
- Chalon-sur-Saône, museu Nicéphore-Niépce.
- Puteaux, Fonds national d'art contemporain.